# Pachyhyrax crassidentatus
Pachyhyrax championi — вид вымерших крупных даманов из семейства плиогирацид (Pliohyracidae), обитавших в Северной Африке на территории Египта (Эль-Файюм). Единственный вид рода Pachyhyrax. Ископаемые остатки представителей вида известны из отложений олигоцена (33,9—28,1 млн лет назад). Наземные растительноядные животные.